# Tephritis kogardtauica
Tephritis kogardtauica är en tvåvingeart som beskrevs av Erich Martin Hering 1944. Tephritis kogardtauica ingår i släktet Tephritis och familjen borrflugor. Inga underarter finns listade i Catalogue of Life.